# Berberis sheridaniana
Berberis sheridaniana är en berberisväxtart som först beskrevs av Camillo Karl Schneider, och fick sitt nu gällande namn av J. E. Laferriere. Berberis sheridaniana ingår i släktet berberisar, och familjen berberisväxter. Inga underarter finns listade i Catalogue of Life.